# São Silvestre (Coimbra)
São Silvestre is een plaats (freguesia) in de Portugese gemeente Coimbra en telt 3 092 inwoners (2001).